# 朝会
朝会は以下の事項を意味する言葉である。
1. （あさかい）茶事七式の一つで朝の涼しいうちに催す茶事。夏季の朝の六つ半時（午前七時）に行なうものとされる。別称を「朝の茶の湯」「朝茶」という。
2. （ちょうかい）朝廷に諸臣が参会すること。また、その儀式。
3. （ちょうかい 又は、俗用として あさかい）学校や企業などで朝に行われる集会。朝礼（ちょうれい）ともいう[1]。

本項においては、第3の事項について記述する。

## 学校の朝会
学校の朝会や朝礼は全校生及び教職員が始業前に行なうものをいう。朝会には全校の児童・生徒・教職員が校庭や講堂または体育館などに集合する。全校の児童・生徒が集合することから、全校朝会・全校朝礼（ぜんこうちょうかい・ぜんこうちょうれい）などと呼ばれることが多い。小中学校ではあさの会や朝の会などと呼ばれることもある。学校によっては、全校ではなく学年単位で朝会を行うこともあり、これを全校朝会に対して、学年朝会（がくねんちょうかい）などという。
欧米諸国では古くは宗教上の目的から朝会が開かれていたが次第に実施されなくなった。
日本では第二次世界大戦前には「学校全体の統一的精神の涵養」に朝会の主眼がおかれ、特に戦時下には合同体操や校長訓示などが厳しく実施された。日本では戦後も学校で朝礼が実施されている学校が多い。朝会では、校長の講話や生徒会役員や各委員会からの連絡などが行われる。あわせて部活動やコンクールなどで活躍した児童・生徒の表彰（賞状の伝達）が行われることもある。高等学校ではこのような朝会を行わない学校もある。この場合、学期末や、必要に応じてその日の授業終了後などに全校集会や学年集会を行う。
週の初めの日以外の日は、各ホームルームにおいて、学級担任との挨拶を行う、朝の学級活動が行われることが多い。学級担任はこのとき出欠や遅刻者を確認し、プリント類を配布したり、1日の予定の確認や連絡を行ったりする。また、この時間を利用して朝学習や朝読書あるいは小テストなどを実施することもある。

## 企業の朝会
企業で行われる朝会は、勤務開始時に行われることが多い。
朝会は企業全体あるいは部署ごとに行われ、一般に、職員全員が集合する。朝会では社長あるいは各部署の長から訓示があり、必要に応じて1日の予定の確認や全体への連絡を行う。職場によっては体操や社員の代表によるスピーチなどを行う場合もある。また、その後部門ごとに別れ、さらに打ち合わせを行うこともある。